# Yongcheng (Henan)
Yongcheng is een stad in de prefectuur Shangqiu in de provincie Henan van de Volksrepubliek China. In 2020 had de stad bij de volkstelling 644.718 inwoners.